# منتفری
منتفری (به اسپانیایی: Montferri) یک شهرستان در اسپانیا است که در استان تاراگونا واقع شده‌است.

## خصوصیات
منتفری ۱۹٬۱۵ کیلومترمربع مساحت و ۳۹۱ نفر جمعیت دارد و ۲۲۹ متر بالاتر از سطح دریا واقع شده‌است.